# Terremoto de Lima de 1974
El terremoto de Lima de 1974 se produjo el jueves, 3 de octubre de 1974 a las 9:21, hora local (14:21 UTC), azotando Lima y toda la costa hacia el sur hasta la ciudad de Pisco. Ha sido el último gran terremoto que ha sufrido la capital peruana.
Desde entonces ha existido un silencio sísmico que preocupa a los especialistas del Instituto Geográfico Nacional, pues al no haber una «liberación significativa de la energía acumulada en las placas tectónicas» hace que «aumente la probabilidad de que en un futuro cercano ocurra en Lima un sismo mucho más devastador, siendo de aproximadamente de 8.8 grados».

## El sismo y sus consecuencias
El sismo de 1974 tuvo una duración inusitada de más de noventa segundos. El movimiento del suelo se caracterizó por ser de alta vibración vertical y sobre todo de sacudones laterales que impedían mantenerse bien de pie. El sonido proveniente de la tierra se observó como un rumor muy sobrecogedor. Por fortuna fue día no laborable para los escolares, pues coincidió con el sexto aniversario del Gobierno militar encabezado por el general Juan Velasco Alvarado, que gobernaba desde el año 1968. La gran concentración convocada para ese día en la plaza de Armas, a las 18:00, donde el presidente daría un discurso, debió ser suspendida. 
La población se mantuvo sobresaltada por varios días debido a las réplicas que siguieron sacudiendo la ciudad, las que se prolongaron durante tres meses. La réplica más importante ocurrió el día 9 de noviembre de ese mismo año, el cual constituyó en sí mismo un nuevo terremoto pero que fue de poca duración y de 7.2 Ms sin causar nuevas contingencias.
En la provincia de Lima, los mayores daños ocurrieron en La Molina (VIII-IX MMI de intensidad), zona de terreno arenoso, donde dos edificios de baja altura (una planta) de concreto armado colapsaron y otros más resultaron muy dañados, especialmente un par de colegios privados. También sufrieron graves daños en su infraestructura algunas construcciones de la Lima antigua: ciertas edificaciones en mal estado del Cercado de Lima y del Rímac, así como algunas de adobe en los distritos de Barranco y Chorrillos (VIII). El sismo se sintió fuerte pero no dejó daños en la zona de los acantilados que bordean el litoral de los distritos de San Miguel, Magdalena, San Isidro y Miraflores (VII-VIII). El Callao también fue severamente sacudido, sintiéndose el sismo con mayor intensidad en su zona portuaria como en los distritos de La Punta y La Perla (VIII). En general las construcciones soportaron bien el sismo, aunque algunas de concreto sufrieron graves daños y otras de adobe colapsaron. En la ciudad de Lima se registraron 78 muertos y 2414 heridos.
El terremoto afectó también a Lurín, Chilca, Mala, Cañete, Chincha y Pisco, situadas en una extensa zona costera donde se contabilizaron trece muertos y numerosos heridos.
El Comité Nacional de Defensa Civil del Perú y las compañías de seguros calcularon las pérdidas materiales en dos mil setecientos millones de soles. Los damnificados se calcularon en trescientos mil.

## Magnitudes e intensidades del sismo
De acuerdo al USGS (Servicio Geológico de los Estados Unidos) el sismo tuvo una magnitud de 7.6 Ms. Según lo estudiado por el ISC-GEM (Catálogo Global Instrumental de Terremotos del Centro Internacional de Sismología) el sismo ha sido catalogado como uno de 8.1 Mw (magnitud de momento).
La corta distancia de la ciudad de Lima respecto al epicentro (unos 77 kilómetros, ubicado en el mar, totalmente al frente del área urbana) y la poca profundidad del mismo (el hipocentro), a solo 13 km, provocó que la intensidad del sismo, es decir la aceleración sísmica, fuera muy alta, registrándose según los diferentes tipos de suelo bajo la urbe en un promedio de VII a VIII grados en la escala de Mercalli, llegando inclusive a IX en las zonas de suelo arenoso. También se informa de licuefacción del suelo (brote de agua subterránea durante un sismo) en algunas partes del distrito del puerto del Callao.
Algunos testigos presenciales de la época informaron del retiro del mar en unos doscientos metros desde la costa de Lima (la llamada "Costa Verde" en la bahía principal de la ciudad), sin embargo no se produjo un temido e importante tsunami.

## Trivia
- En el imaginario limeño el mes de octubre se ha relacionado con la ocurrencia de terremotos. Coincidentemente en dicho mes han ocurrido la mayoría de los grandes terremotos que han azotado la capital del Perú hasta hoy:

- El terremoto del 19 de octubre de 1609.
- Los dos terremotos del 20 de octubre de 1687.
- El terremoto del 28 de octubre de 1746.
- El terremoto del 17 de octubre de 1966.
- Y finalmente el del 3 de octubre de 1974.
- Después del terremoto de 1974, circuló en Lima la creencia de que cada cuatro años la ciudad sufriría las consecuencias de un seísmo devastador. La secuencia de terremotos iniciada con el terremoto de Lima y Callao de 1966, seguidos por el de 1970 (el del Callejón de Huaylas, que se sintió con especial fuerza en la capital) y el de 1974, parecían dar sustento a tal especulación. Sin embargo, en 1978, no hubo ningún terremoto en Lima, aunque si se produjo al año siguiente uno en Arequipa.

## Fuente
- El Siglo XX de El Comercio. 1940-1949. Plaza & Janés Editores S.A. Edición de Perú, 2000. Impreso en los talleres de Empresa Editora El Comercio S.A. ISBN 9972-617-18-1
- Guerra, Margarita: Historia General del Perú. Tomo XII. La República contemporánea (1919-1950). Primera Edición. Editorial Milla Batres. Lima, Perú, 1984. ISBN 84-499-4818-5
- PREDES. Centro de Estudios y Prevención de Desastres: Terremotos en Lima.

- Datos: Q1767894